# 劉昌 (天啓進士)
劉昌（？—1670年），號瀛洲，河南開封府祥符縣（今河南省開封市）人，明末清初政治人物，順治朝官至工部尚書、刑部尚書。

## 生平
天啓元年（1621年）辛酉科舉河南鄉試，天啓五年（1625年），登進士，歷任陕西三原、直隷元城知縣。舉卓異，考選浙江道御史。丁忧归乡。起授戶科右給事中，三疏弹劾樞臣張鳳翼、輔臣温體仁，遂被調外任。
崇禎十七年（1644年）四月，李自成破北京，劉昌歸降，因與牛金星同鄉，得授太常寺卿，隨即降清，授太常寺少卿。順治二年（1645年），升太僕寺卿。順治四年，授工部右侍郎；順治五年，為工部左侍郎。此後加右都御史。順治八年（1651年），加太子太保。順治十年，為工部尚書。順治十二年，改刑部尚書。順治十五年，再改回工部尚書。順治十二年，加少保。次年加少傅、太子太傅。乞休，賜馳驛歸。卒谥勤僖。